# Bo (štap)
Bo (japanski (棒: ぼう; Bō), joong bong (korejski), bang (kineski) ili kun (okinavski) je tradicionalno oružje, koje se koristilo na otoku Okinava i u feudalnom Japanu. Bo se koristi u okinavskim borilačkim vještinama, dok se iste vještine kao takve u Japanu svrstavaju u borilačku vještinu bođucu. 
Tradicionalna dužina bo štapa je 1.8 m. Pored bō štapa, druga oružja koja se koriste u borilačkim vještinama su jō, dugačak je 1,27 m, i hanbo (poznat kao tahn bong u Koreji), dužine 90 cm.

## Vidjeti još
- Boken
- Đo
- Tanto

## Vanjske povezice
- Ejmas.com
- Martialarm.com
- Koryu.com

|  | Zajednički poslužitelj ima još gradiva o temi Bō |